# Puerto de Nutrias (paroisse civile)
Pour les articles homonymes, voir Puerto de Nutrias.
Puerto Nutrias est l'une des cinq paroisses civiles de la municipalité de Sosa dans l'État de Barinas au Venezuela. Sa capital est Puerto de Nutrias. En 2018, sa population s'élève à 2 648 habitants.

## Géographie

### Démographie
Hormis sa capitale Puerto de Nutrias, la paroisse civile possède plusieurs localités, dont :
- Almorzadero
- El Picacho
- Puerto de Nutrias
- Sanaral